# 2. ŽNL Splitsko-dalmatinska 1998./99.
2. ŽNL Splitsko-dalmatinska je svoje prvo izdanje imala u sezoni 1998./99. Predstavljala je drugi stupanj županijske lige u Splitsko-dalmatinskoj županiji, te ligu petog ranga hrvatskog nogometnog prvenstva. Sudjelovalo je šest klubova, a prvak je bila Sloga iz Mravinaca.

## Sustav natjecanja
Igralo se četverokružnim sustavom (20 kola). Tijekom sezone od natjecanja je odustao Krilnik iz Splita, čiji su rezultati brisani.

## Momčadi
- Bili 9 – Podstrana
- Hvar – Hvar
- Krilnik[1] – Split
- OSK – Otok
- Sloga – Mravince
- Tekstilac – Sinj

## Ljestvica
| Poz. | Momčad             | U  | P  | N | I | G+ | G– | G+/– | Bod. | Nastavak natjecanja ili ispadanje |
| ---- | ------------------ | -- | -- | - | - | -- | -- | ---- | ---- | --------------------------------- |
| 1.   | Sloga Mravince (P) | 16 | 13 | 3 | 0 | 46 | 14 | +32  | 42   | 1. ŽNL                            |
| 2.   | OSK Otok           | 16 | 7  | 2 | 7 | 26 | 20 | +6   | 23   | 1. ŽNL                            |
| 3.   | Bili 9 Podstrana   | 16 | 5  | 2 | 9 | 21 | 34 | −13  | 17   |                                   |
| 4.   | Tekstilac Sinj     | 16 | 3  | 6 | 7 | 25 | 31 | −6   | 15   |                                   |
| 5.   | Hvar               | 16 | 4  | 3 | 9 | 21 | 40 | −19  | 15   |                                   |
| 6.   | Krilnik            | 0  | 0  | 0 | 0 | 0  | 0  | 0    | 0    | Odustao od natjecanja             |

## Rezultatska križaljka
| kratica | klub             | BI9      | HVAR     | OSK      | SLO      | TEK      | KRI |
| --- | ---------------- | -------- | -------- | -------- | -------- | -------- | --- |
| BI9 | Bili 9 Podstrana |          |          |          | 0:4      |          |     |
| HVAR | Hvar             |          |          |          | 1:1, 1:4 |          |     |
| OSK | OSK Otok         |          |          |          | 0:1, 1:4 |          |     |
| SLO | Sloga Mravince   | 2:0, 8:2 | 4:1, 1:0 | 2:0, 2:2 |          | 2:1, 3:2 | 3:1 |
| TEK | Tekstilac Sinj   |          |          |          | 2:4, 1:1 |          |     |
| KRI | Krilnik Split    |          |          |          |          |          |     |
| |                  |          |          |          |          |          |     |
| podebljan rezltat - utakmice od 1. do 5., te od 11. do 15. kola (1. i 3. utakmica između klubova) rezultat normalne debljine - utakmice od 6. do 10., te 16. do 20. kola (2. i 4. utakmica između klubova) rezultat nakošen - nije vidljiv redoslijed odigravanja međusobnih utakmica iz dostupnih izvora prekrižen rezultat - poništena ili brisana utakmica p - utakmica prekinuta p.f. - rezultat 3:0 bez borbe |                  |          |          |          |          |          |     |

Izvori: